# باد ریپولدساو-شاپباخ
باد ریپولدساو-شاپباخ (به آلمانی: Bad Rippoldsau-Schapbach) یک منطقهٔ مسکونی در آلمان است که در بادن-وورتمبرگ واقع شده‌است. باد ریپولدساو-شاپباخ ۲٬۳۱۱ نفر جمعیت دارد.

## خواهرخوانده
شهر La Tranche-sur-Mer خواهرخواندهٔ باد ریپولدساو-شاپباخ است.